# Elegant Too
Elegant Too je americké hudební duo, které se zabývá produkováním nahrávek. Tvoří jej Chris Maxwell (dřívější člen Skeleton Key) a Phil Hernandez (Brave Combo). Duo začalo spolupracovat v roce 1998, zpočátku psali písně, hráli koncerty, ale tvořili také remixy písní jiných interpretů. Spolupracovali s mnoha hudebníky, mezi něž patří například They Might Be Giants, John Cale, Yoko Ono a Ray Davies. V roce 2015 se duo podílelo na produkci alba Strange Love and the Secret Language zpěvačky Adrien Reju.